# 578: Phat dan cua ke dien
578: Phat dan cua ke dien es una película de drama de acción vietnamita de 2022, producida por Tu Van Pictures y distribuida por Lotte Entertainment. La película fue dirigida y escrita por Luong Dinh Dung. La película cuenta con las actuaciones de Alexandre Nguyen, Thanh Thao, H'Hen Niê, Hoang Phuc, Ngoc Tinh, Tuan Hac, Jessica Minh Anh, Thao Tam y Ha Van Hieu.
La película se estrenó oficialmente el 20 de mayo de 2022, después del arreglo anterior, pero se pospuso debido a la pandemia de COVID-19.

## Sinopsis
El conductor de un camión de contenedores, Hùng, vive una vida idílica con su pequeña hija, An. El padre y la hija se convierten en los compañeros más cercanos en cada viaje con su camión contenedor naranja. La vida sigue así hasta que An tiene que dejar a su padre para ir a la escuela. Un día, se le informa a Hùng que An sufre una depresión severa. Confiando en sus viejas habilidades en el pasado y descubriendo la verdad, Hùng se enfurece y siente dolor al saber que su pequeña niña fue secuestrada por un extraño. Comenzando su viaje solitario e intenso buscando y persiguiendo al abusador desconocido, Hùng se da cuenta de que para cazar a ese psicópata tiene que contrarrestar las enormes fuerzas clandestinas detrás de él.

## Lanzamiento

### En el Teatro
578: Phat dan cua ke dien se estrenó en Vietnam el 20 de mayo de 2022. La película estaba programada para estrenarse el 20 de mayo de 2021, pero se pospuso debido a la pandemia de COVID-19 que estalló en Vietnam.